# St. Johannes der Täufer (Adenau)

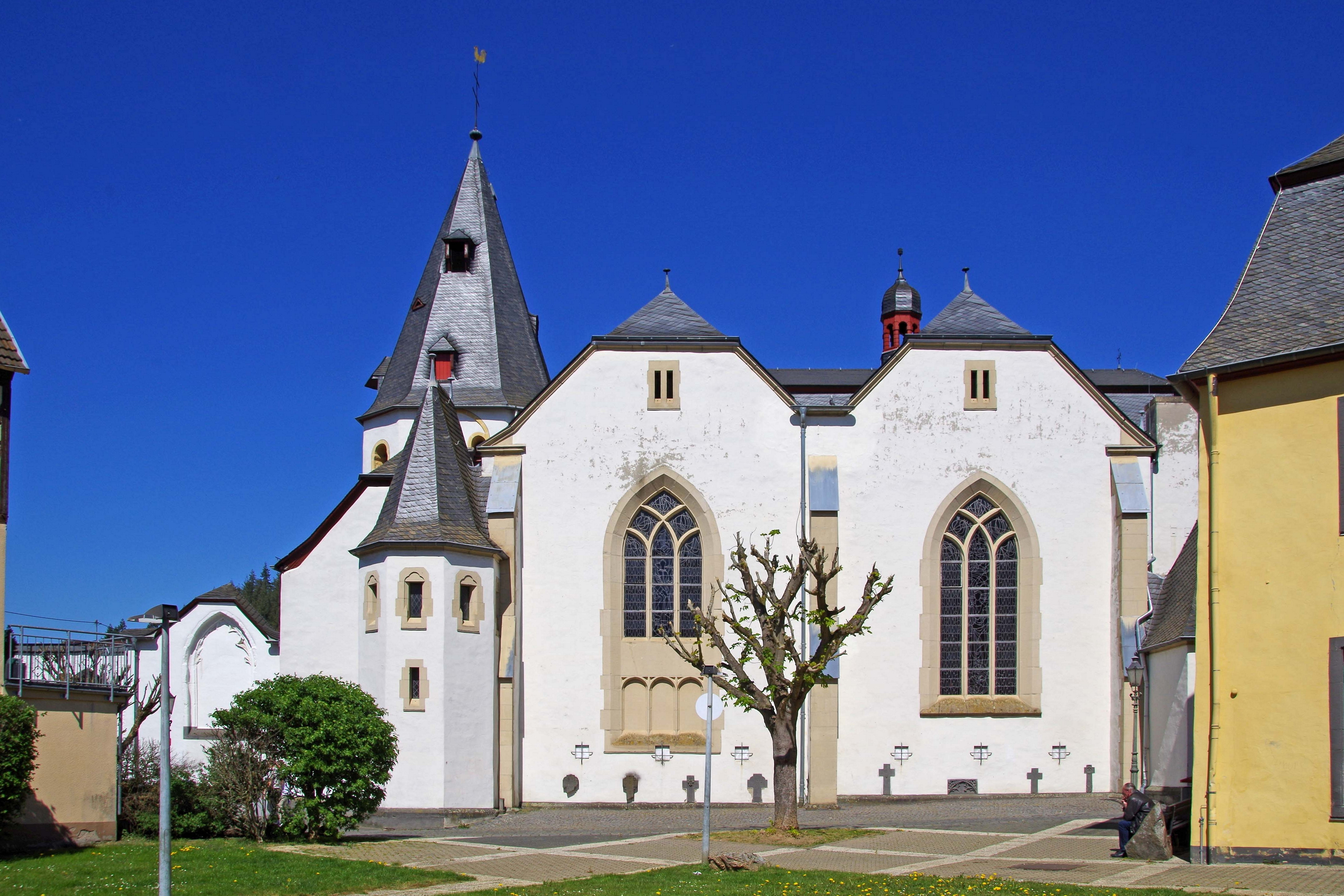
Pfarrkirche

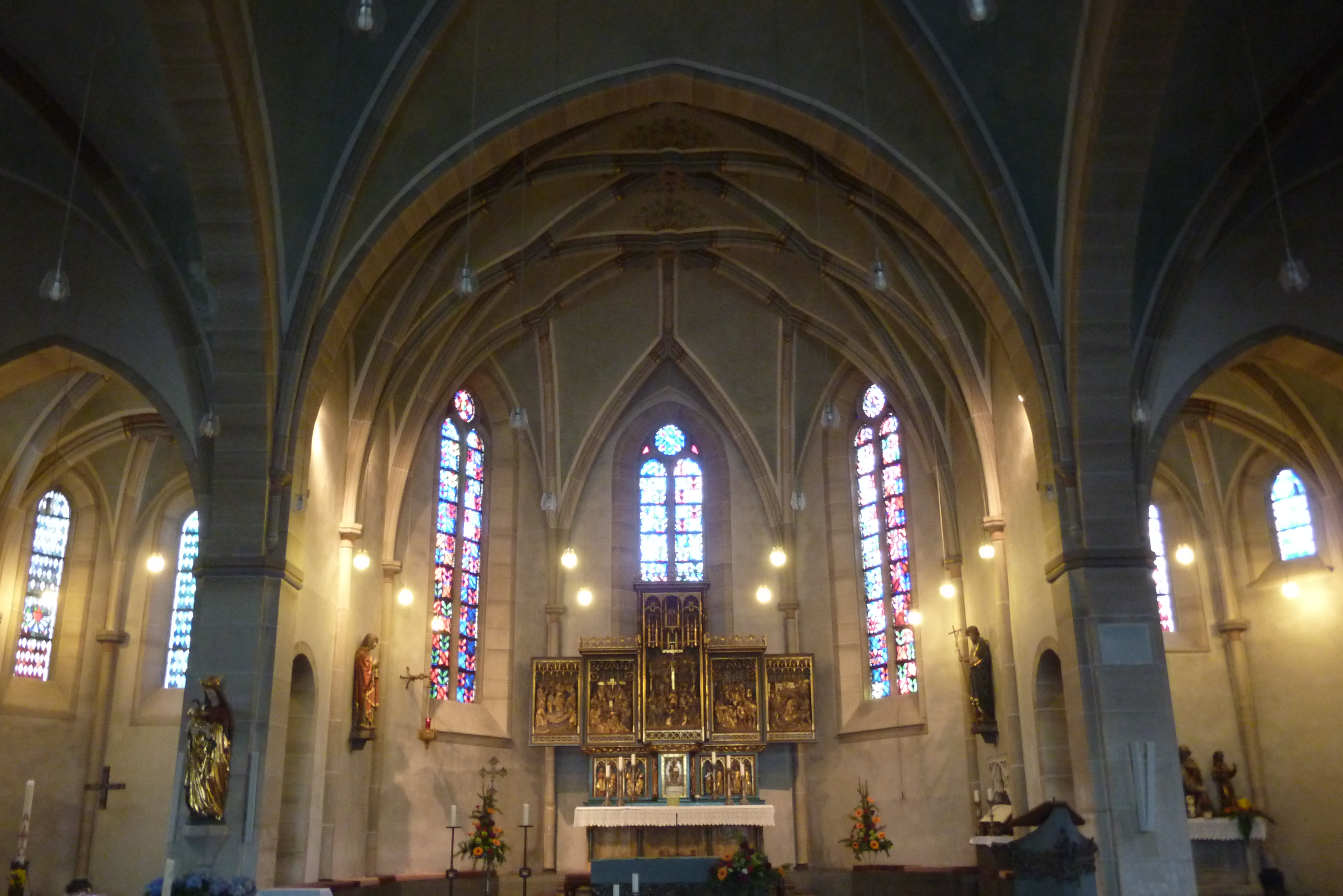
Chor von St. Johannes der Täufer in Adenau

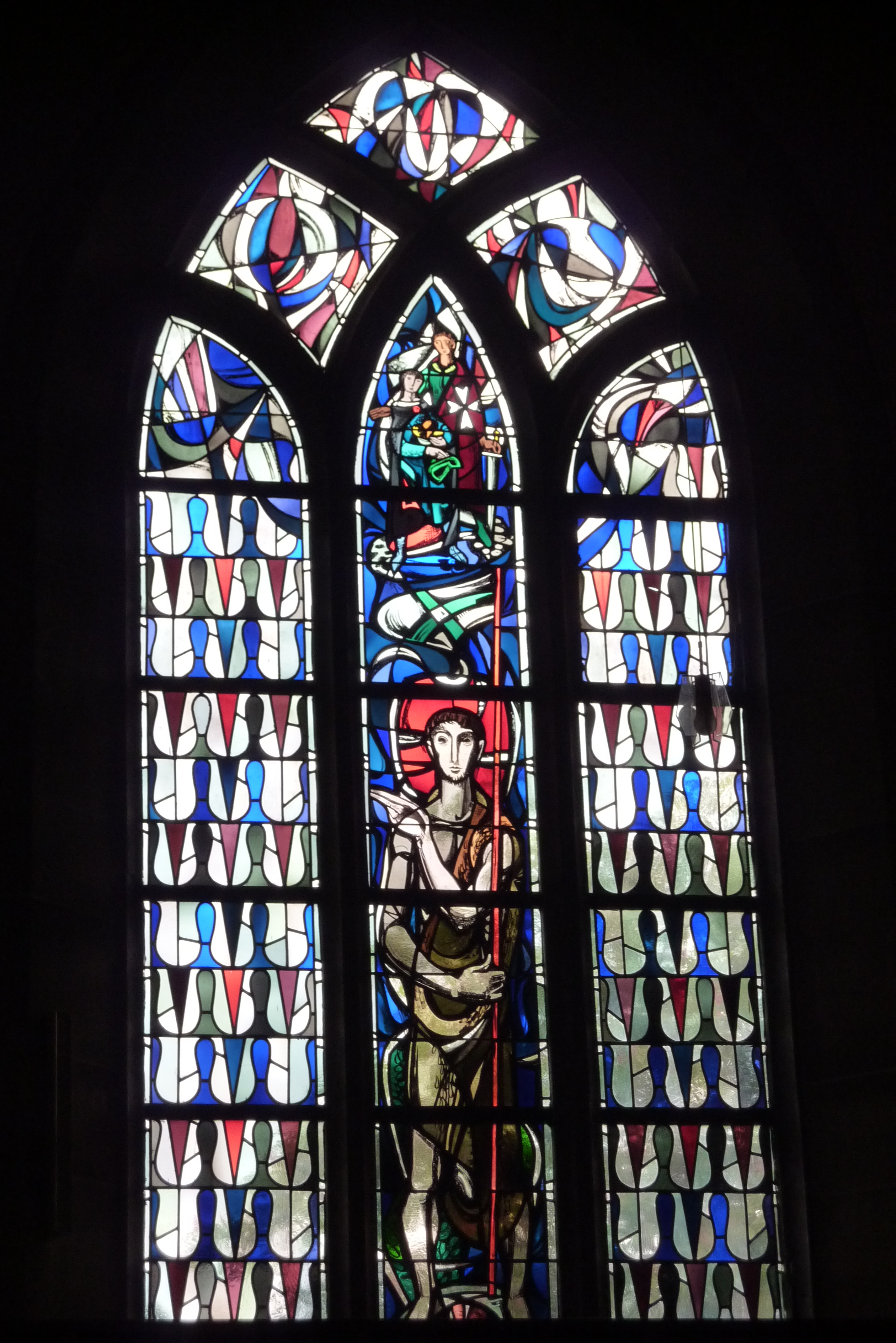
Bleiglasfenster mit der Darstellung von Johannes dem Täufer

St. Johannes der Täufer ist die katholische Pfarrkirche in Adenau, einer Stadt im Landkreis Ahrweiler in Rheinland-Pfalz. Ihr Ursprung wurde im Mittelalter errichtet. Das Gebäude steht mitten im Ort an der Kirchstraße 1 und ist ein geschütztes Kulturdenkmal.

## Geschichte
Die Johannes dem Täufer geweihte Kirche bestand wohl bereits im 10. Jahrhundert, wie eine Urkunde Kaiser Ottos III., in der der Adenauer Bach erwähnt wird, wohl belegt. 1224 schenkte Gerhard von Are auf der Nürburg seine Eigenkirche der Johanniterkommende in Adenau. Im 12. Jahrhundert wurden zwei Seitenschiffe und im 13. Jahrhundert ein neuer Chor angefügt, der ausschließlich von den Johannitern genutzt wurde. Vermutlich Ende des 15. Jahrhunderts wurde das Kirchenschiff eingewölbt. Aus dieser Zeit stammt auch das „Katharinenchörchen“ als quadratische Kapelle am südlichen Langhaus. Es diente wahrscheinlich als Privatkapelle mit Grablege. 1829 wurde an die Nordseite des östlichen Chorjoches eine Sakristei angebaut. 1908/09 wurde der alte Chor und die Sakristei abgerissen und ein neogotischer Neubau errichtet. Bei einem Bombenangriff am 27. Januar 1945 wurde das alte Langhaus bis auf die Umfassungsmauern zerstört, sodass 1968/69 nach Plänen des Architekten Otto Vogel ein Neubau errichtet wurde. Teile der alten Außenmauern wurden zu einem Atrium umgestaltet.

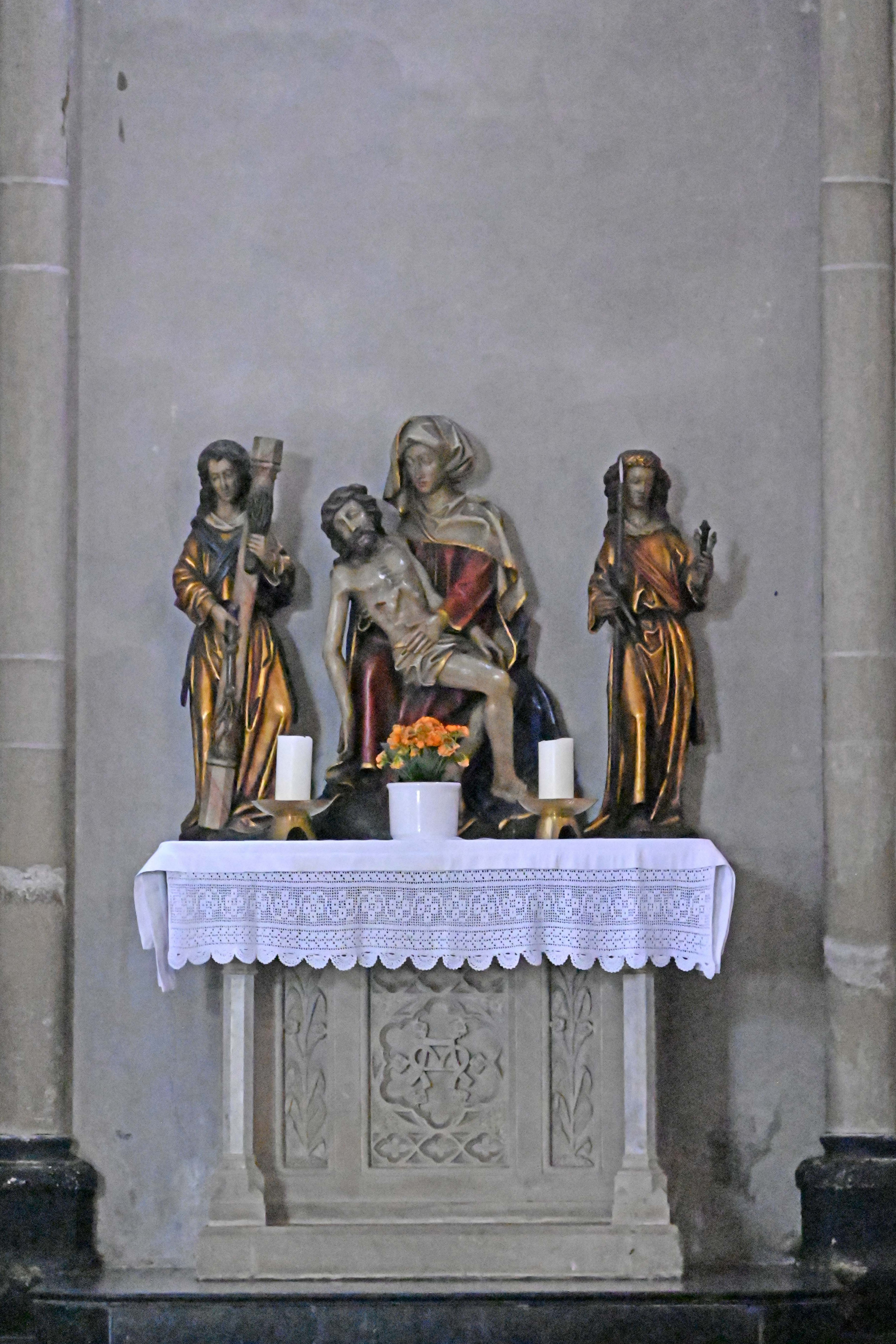
Pietà im südlichen Nebenchor

## Ausstattung
Im Hauptchor steht der Hochaltar. Er ist aus Resten eines flandrischen Altarschreines vom Anfang des 16. Jahrhunderts gestaltet. Original ist die Kreuzigung im Mittelschrein. Es gibt gleichaltrige Figuren im Chor sowie aus der Zeit die Pietà im rechten Seitenschiff. Ihre Farbfassung ist aus dem 19. Jahrhundert. Die beiden flankierenden Engel tragen die Leidenswerkzeuge Christi und sind vermutlich aus späterer Zeit. Der romanische Taufstein aus Basalt mit gerundeten sechseckigem Becken ist vom frühen 13. Jahrhundert und ruht auf sechs Säulen. Wie im Lagerbuch von 1744 zu lesen, hatte die Kirche damals fünf weitere Altäre. Im Bereich der Turmhalle wurden 1992 im Rahmen der Renovierung ältere neugotische Wandmalereien vom Anfang des 20. Jahrhunderts freigelegt und restauriert. Dargestellt sind der hl. Bernhard und die hl. Katharina. In die Außenmauer sind einige Basaltkreuze des 1828 von hier verlegten Friedhofs eingelassen. Das Atrium ist der Rest des 1945 durch Bomben zerstörten Kirchenteils. Die Kirche besitzt drei historische Glocken: Die älteste, die der Gottesmutter geweiht ist, ist von 1481 (Durchmesser 1 m). Die Johannes-Baptista-Glocke schuf Jan von Trier 1523 (Durchmesser 1,30 m). Die Jüngste von 1624 trägt ein Bildnismedaillon Kaiser Ferdinands II. und stammt aus der Werkstatt der Familie Hemony (Durchmesser 0,95 m). Laut Lagerbuch von 1772 besaß die Kirche eine Reliquienmonstranz, angeblich mit Haar und Zahn Johannes des Täufers, die ein Geschenk der Johanniter-Komtur war.